# Матджанова, Огульнияз
Огульнияз Матджанова — советский хозяйственный и политический деятель.

## Биография
Родилась в 1920 году в Тахтинском районе. Член КПСС.
Окончила ВПШ при ЦК КПСС.
В 1941—1946 гг. — машинистка исполкома райсовета, секретарь Тахтинского райкома ЛКСМ Туркмении.
В 1946—1958 гг. — инструктор, заведующая отделом, секретарь Тахтинского райкома КП Туркмении, председатель Тахтинского райисполкома.
В 1958—1963 гг. — заместитель председателя Ташаузского облисполкома.
В 1963—1970 гг. — председатель исполкома Тахтинского районного Совета депутатов трудящихся Туркменской ССР
В 1970—1975 гг. — секретарь Ташаузского обкома КП Туркмении.
Избиралась депутатом Верховного Совета СССР 7-го и 8-го созывов.
Жила в Ташаузе.

## Награды
- Орден Трудового Красного Знамени (07.03.1960, 27.08.1971, 08.12.1973)
- Орден Знак Почёта (30.04.1966)